# Тери Роджърс
Тери Роджърс (на английски: Terry Rogers) е ирландски букмейкър и покер играч.
Роден е през 1928 г. Той е основателят на покер турнира „Айриш Оупън“ през 1980 г. Участва l световните покер серии през 1980 г.
Умира през 1999 г. Неговият бизнес се наследява от Тери Роджърс-младши.